# Электроника С5
Электроника С5 — серия советских управляющих микрокомпьютеров. Структура микрокомпьютера и система команд разработаны киевским Институтом 
кибернетики (ИК) АН УССР совместно с  Ленинградским конструкторско-технологическим бюро (ЛКТБ) Ленинградского объединения электронного приборостроения (ЛОЭП) «Светлана» в 1974 году. Разработчики — А. В. Палагин, А. Ф. Кургаев, В. А. Иванов (ИК), И.С.Евзович, А.Ф.Дряпак (ЛКТБ). 

## Электроника С5-01
Первый в СССР 16-разрядный микрокомпьютер общего назначения. Предназначался для массовой автоматизации процессов в народном хозяйстве. 
Разработка велась в ЛКТБ двумя параллельными ОКР - ОКР "Горн" (главный конструктор В.Я.Кузнецов) - процессор, память, общая шина, операционная система реального времени, моделирующая программа системы команд и микрокоманд на ЭВМ БЭСМ-6 и ОКР "Гибрид" (главный конструктор В.Е.Панкин) - набор плат ввода-вывода. ОКР были завершены в декабре 1975 года приёмкой Государственной Комиссией под председательством академика В.М.Глушкова.

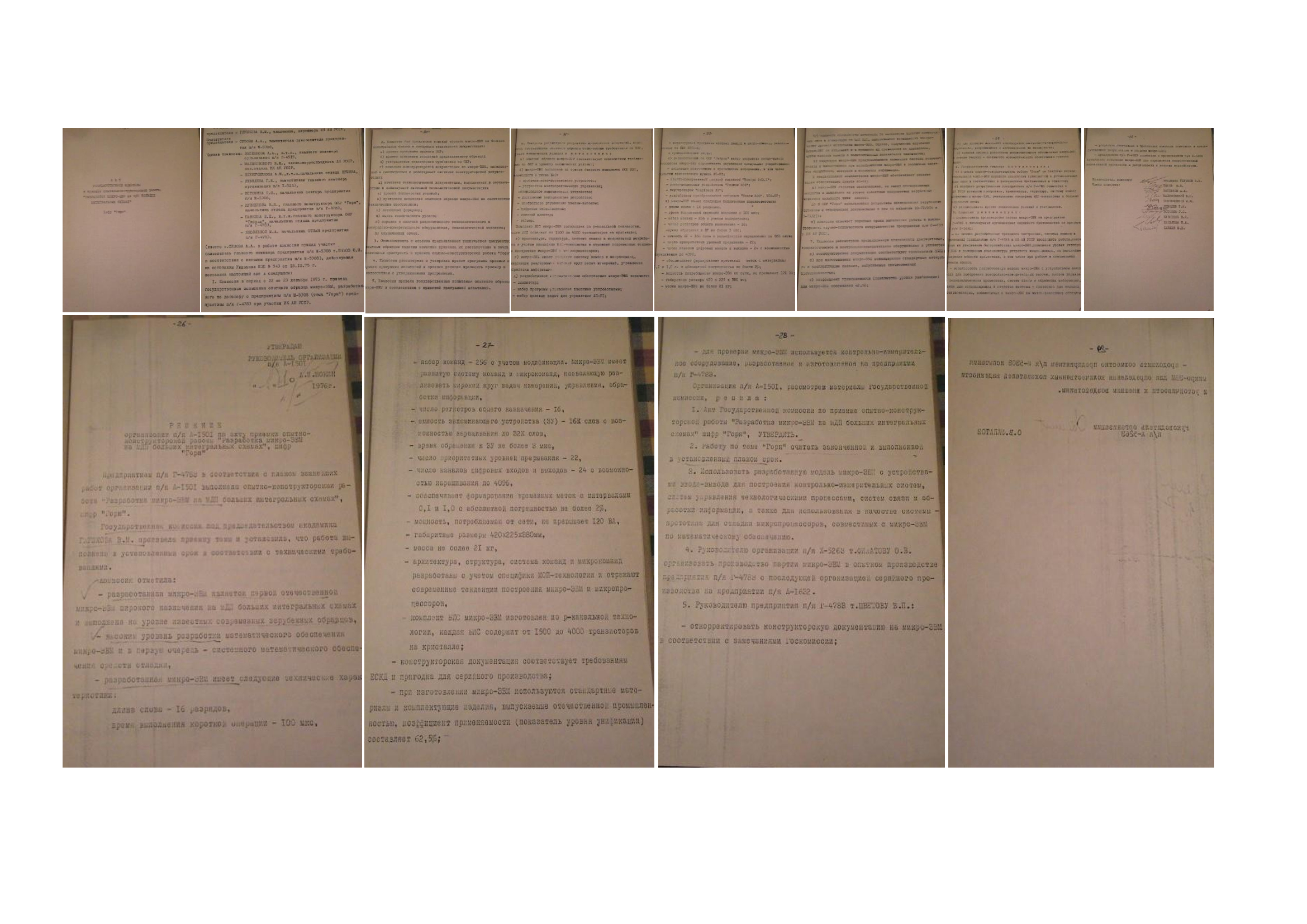

Компьютер является полностью отечественной разработкой. Для него была создана новая элементная база — микропроцессорный комплект 536 серии. Конструкция многоплатная.

## Электроника С5-02

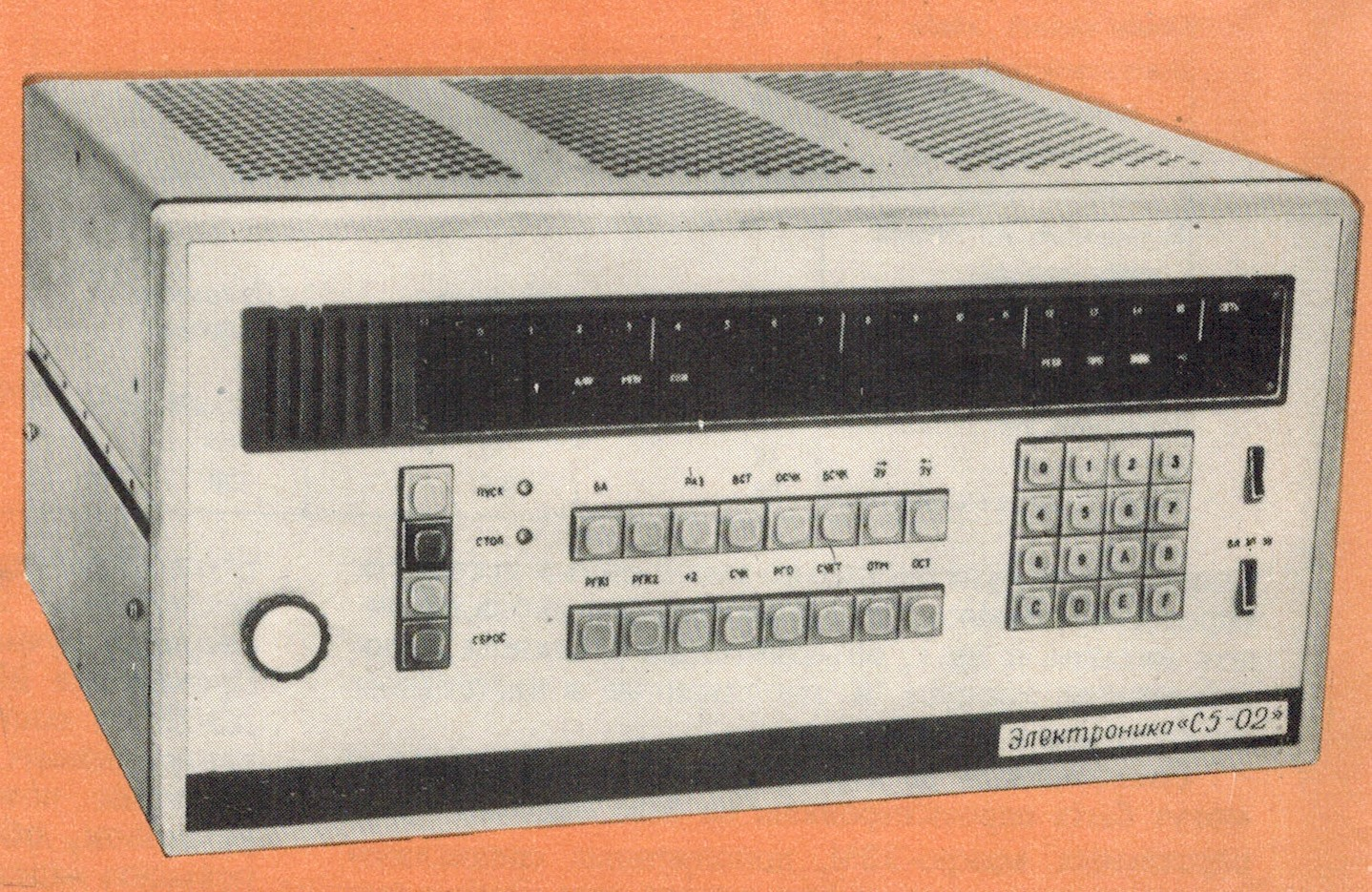

Многоплатный микрокомпьютер (серийный вариант микрокомпьютера Электроника С5-01). Производство началось в 1976 году.

## Электроника С5-11
Одноплатный микрокомпьютер. "Закрытый" вариант - без выведения шины наружу. Производство началось в 1976 году.

## Электроника С5-12
Одноплатный микрокомпьютер на основе многокристального 16-разрядного микропроцессора, на плате размером 260×280 мм. Улучшенная ("открытый" вариант)  версия «Электроника С5-11», увеличено ОЗУ до 128 16-разрядных слов и ПЗУ до 2048 16-разрядных слов. Быстродействие — 10 тыс. операций в секунду. Предусматривалось подключение дополнительных функциональных модулей — АЦП, цифрового ввод-вывода, интерфейс к устройствам ввода-вывода с перфоленты, сопряжение с телетайпом и т. п.

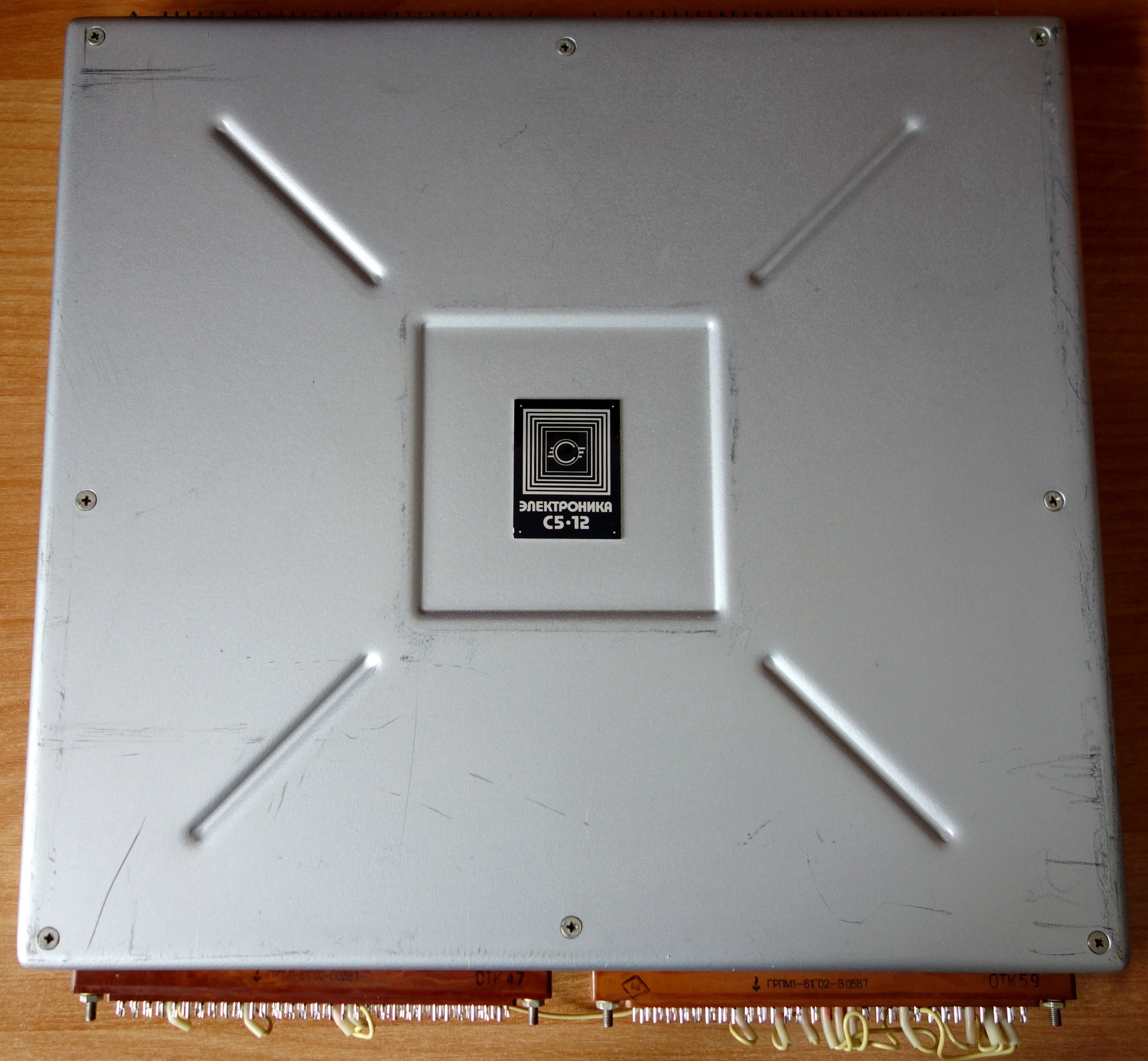
Электроника С5-12 вид сверху
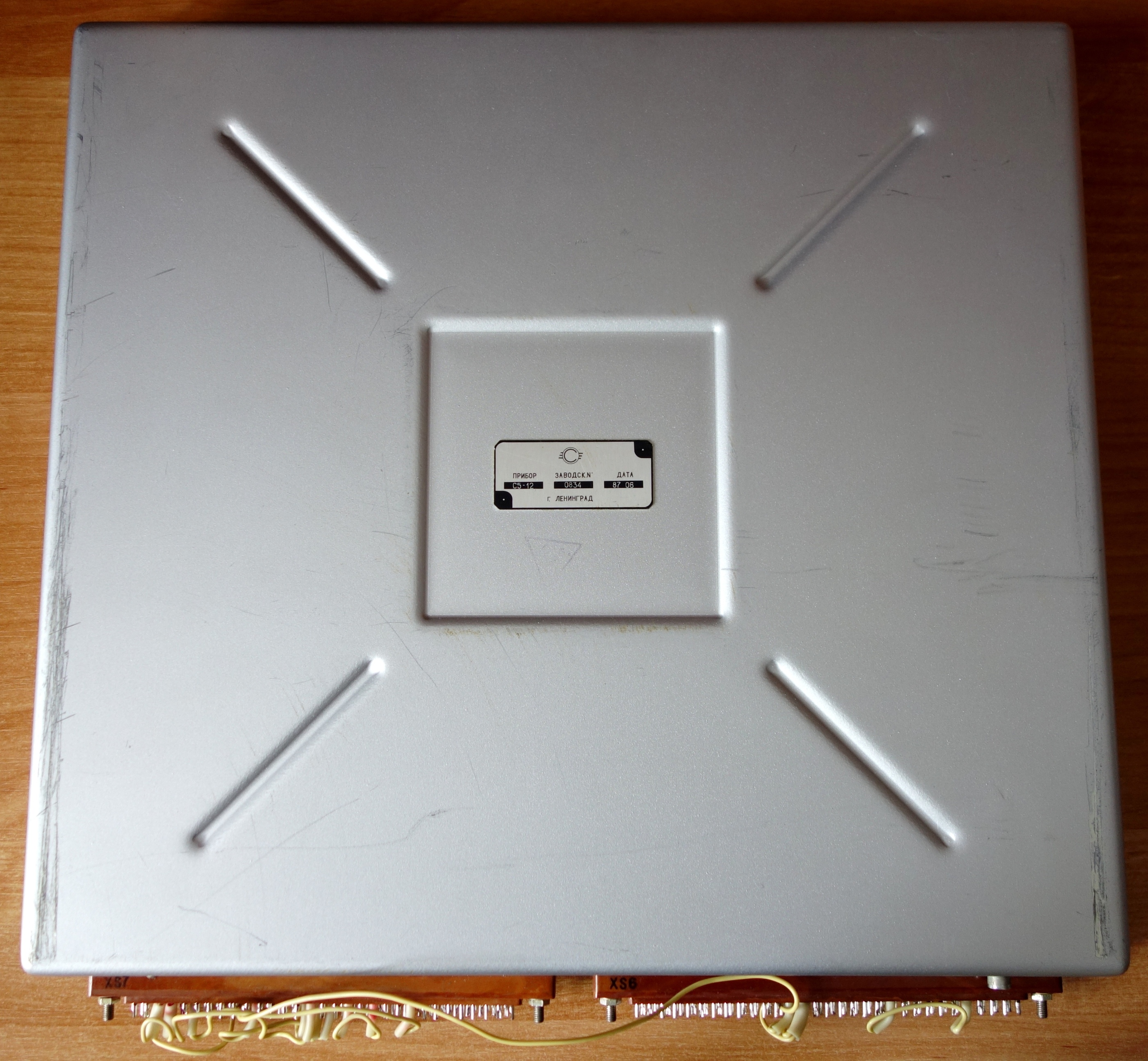
Электроника С5-12 вид снизу
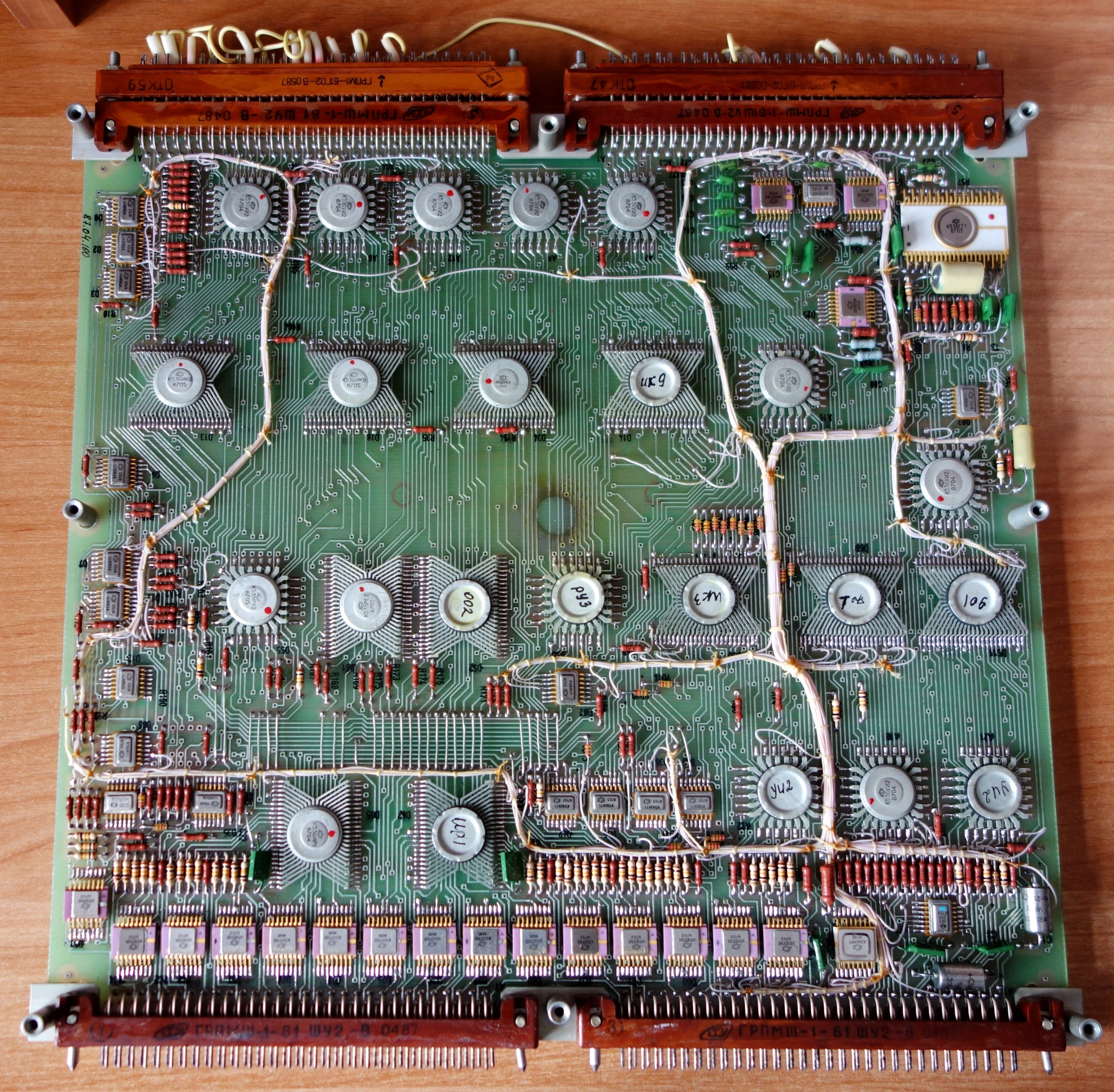
Электроника С5-12 плата сверху
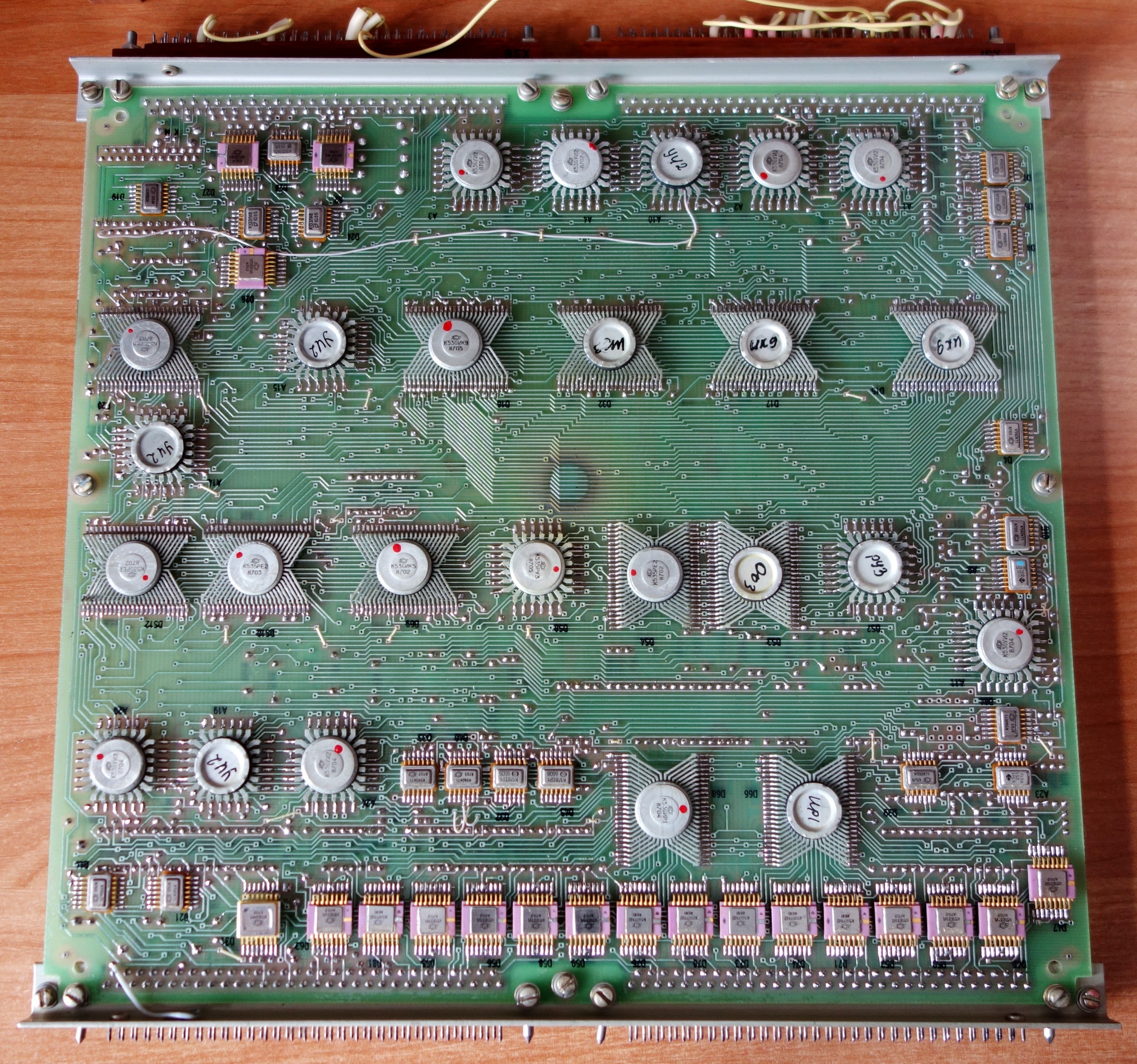
Электроника С5-12 плата снизу
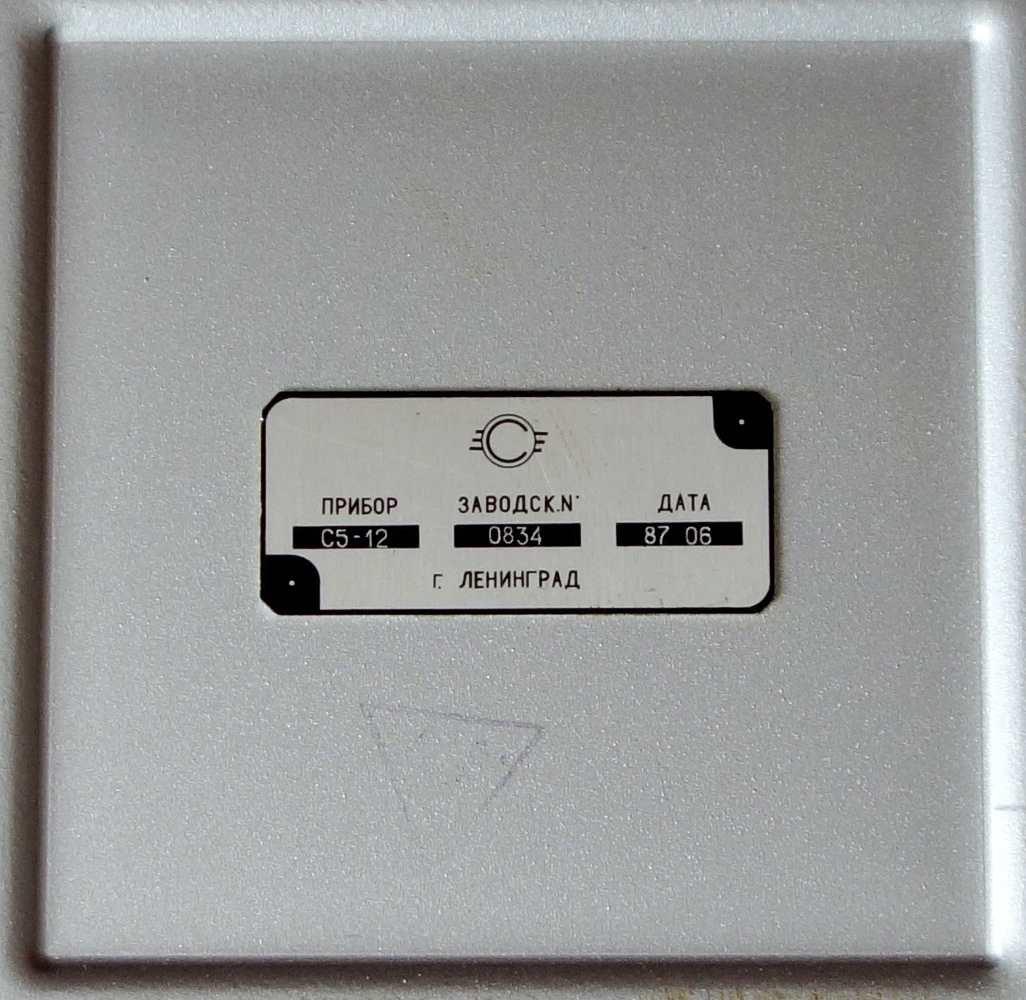
Электроника С5-12 маркировка

### Модули С5-12
Источник:
- «Электроника С5-121» −15-канальный АЦП для входных напряжений постоянного тока от −10 до +10В; ошибка преобразования не более 0,4 %; время преобразования не более 0,1 с
- «Электроника С5-122» — Цифровые входы-выходы, уровни напряжение которых согласованы с выходным уровнем ТТЛ-схем: число входов 4 байта; число выходов 4 байта
- «Электроника С5-123» — Сопряжение с устройствами ввода-вывода с перфоленты: фотосчитывающим устройством FS-1501; перфораторами ПЛ-80 или ПЛ-150
- «Электроника С5-124» — Сопряжение с телетайпом типа РТА-6 (РТА-7; РТА-60; Т-63; СТА-2М)
- «Электроника С5-125А» — ОЗУ объёмом 2048 16-разрядных слов
- «Электроника С5-125Б» — ОЗУ объёмом 4096 16-разрядных слов
- «Электроника С5-126» — Дисплейный адаптер для вывода на видеоконтрольное устройство телевизионного типа «Квант-М» информации из ЗУ микро-ЭВМ
- «Пульт оператора системы» — обеспечивает взаимодействие оператора с управляемой от микро-ЭВМ системой на языке формуляров
- ВКУ «Квант-М» — видеоконтрольное устройство телевизионного типа на основе ЭЛТ 16ЛК2Б предназначается для совместной работы с модулем «С5-126» при отображении информации из микро-ЭВМ
- «Электроника П5-ППЗУ» — перепрограммируемое постоянное ЗУ с электрической сменой информации, информационная емкость 1024 16-разрядных слов.

## Электроника С5-31
Однокристальная микро-ЭВМ «Электроника С5-31» (в дальнейшем – С5-31) - разработка ЛКТБ «Светлана-микроэлектроника» (ОКР «ФОРУМ», приёмка Государственной комиссией – октябрь 1979 г.).

С5-31 - первая отечественная 16-разрядная однокристальная микро-ЭВМ. Её структура соответствует структуре семейства микро-ЭВМ серии «Электроника С5».
Главный конструктор (ГК) С5-31 – Н.В. Неустроев, разработчики структуры и электрической схемы – В.В. Городецкий, А.Ф. Дряпак, И.С. Евзович, В.В. Виноградов, О.А. Знаменский, Е.С. Потапов, топологии – Т.Н. Ковалевская, А.С. Сыченников; технологии – В.В. Цветков (заместитель ГК по технологии), Н.М. Яковлева, Н.А. Добрякова, Э.А. Одинцова. Разработчик алгоритма и программы резидентного программного обеспечения - И.С. Евзович.
С5-31 является законченной микро-ЭВМ семейства, включающей микропроцессор, оперативное и постоянное запоминающие устройства, а также разнообразные цифровые каналы ввода-вывода (ВВ) информации. Предусмотрена возможность программной перестройки структуры ВВ для организации внешней шины с целью наращивания памяти и каналов ввода-вывода.
С5-31 предназначена для использования в управляющей и измерительной аппаратуре, оборудовании для линий связи, контроллерах, системах сбора и обработки и передачи информации.
Технология – n-МОП, 3 мкм, тактовая частота 1 Мгц, 125000 транзисторов на кристалле.
Корпус 4134.48-2. Размер кристалла – 5,5×5,0 мм. Наименование кристалла – 4Х145М.
Рабочая температура - +10°С - +70°С.
Напряжение питания – 5 в.
Потребляемая мощность – 1 вт.
Разрядность информации – 16.
Встроенное ОЗУ – 128 16-битных слов.
Встроенное ПЗУ – 1024 16-битных слов. Относительный недостаток – запись программ заказчика в ПЗУ производится изготовителем кристалла.
Число каналов ввода-вывода – 35.
Быстродействие – 85000 операций сложения регистр– регистр в секунду.
Система команд – Электроника С5.
Число инструкций – 31.
Пользователю предоставляется 120 16-битных слов ОЗУ, 920 16-битных слов ПЗУ и 32 канала ввода-вывода.
Резидентное программное обеспечение (ПО) – 100 ячеек ПЗУ. Оно выполняет начальный пуск программы, выбор работы с внутренним или внешним ПО и работу с пультом отладки программ по синхронному последовательному каналу. Остальные ресурсы использованы для программно-аппаратных средств, предназначенных для отладки программ.
Ввод-вывод:
•                2 параллельных 8-разрядных канала ВВ, которые могут перестраиваться в 8-разрядную или 16-разрядную внешнюю шину для наращивания памяти и ВВ;
•                2 параллельных 4-разрядных канала, перестраиваемых на ввод или вывод;
•                два параллельных выходных канала – 2-разрядный и 3-разрядный;
•                1 последовательный 8-разрядный канал, который может работать либо как таймер, либо как сдвиговый регистр для преобразования параллельного 8-разрядного кода в последовательный (выход) и последовательного кода в параллельный (вход);
•                5 каналов приоритетных прерываний; время обработки прерывания 16-24 мкс.
Уровень разработки соответствовал лучшим мировым результатам того периода в области 16-разрядных однокристальных микро-ЭВМ [].
| Характеристика          | TMS 9940                 | К1801ВЕ1 (НЦ-80Т)                                                 | К1827ВЕ1 (С5-31) |
| Разрядность данных, бит | 1, 8, 16                 | 1, 8, 16, 32                                                      | 1, 8, 16         |
| Разрядность АЛУ, бит    | 8                        | 16                                                                | 16               |
| Число команд            | 58                       | 404                                                               | 31               |
| ОЗУ, бит                | 128×8                    | 128×16                                                            | 128×16           |
| ПЗУ, бит                | 2К×8                     | 1К×16                                                             | 1К×16            |
| Время сложения, мкс     | 3,5                      | 3,1                                                               | 12               |
| Уровни прерываний       | 4                        | 5                                                                 | 8                |
| Ввод-вывод              | 32 программируемые линии | 16 бит магистраль, 32 бита посл. программир. канала ввода -вывода | См. текст выше   |

Применялась в качестве встроенного контроллера для управления измерительными приборами. В составе модуля «Электроника МС 2703» применялась для управления колориметрами КФК-2 МП, МКМФ-02, спектрофотометром СФ46.

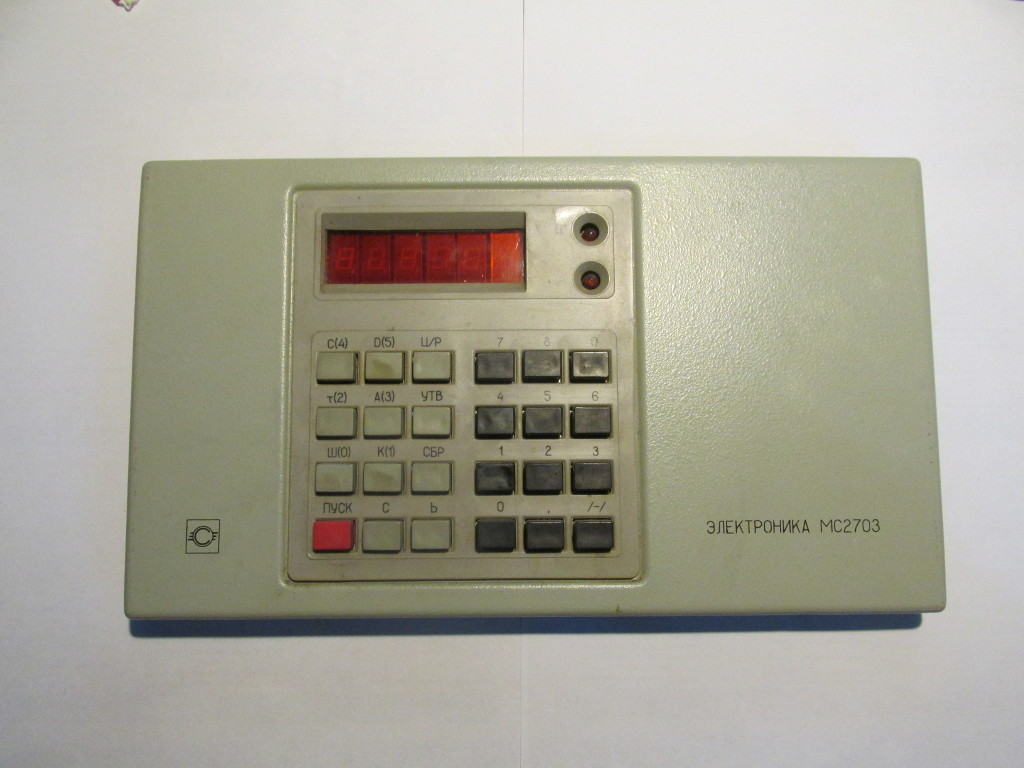
МС 2703 вид спереди
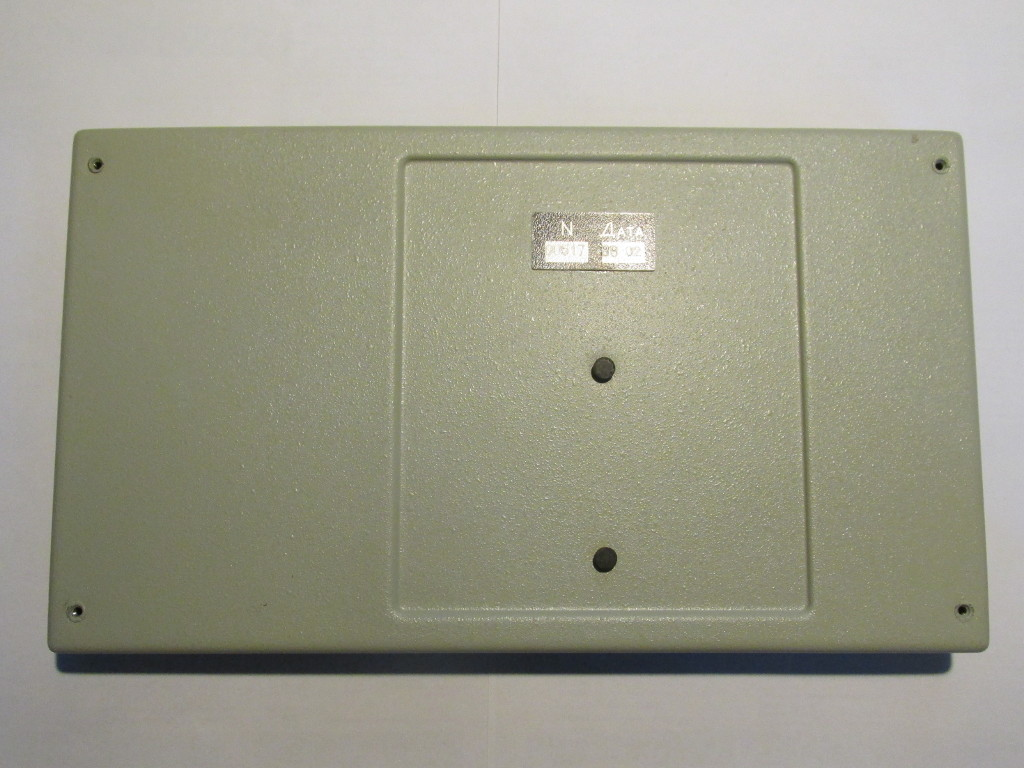
МС 2703 вид сзади
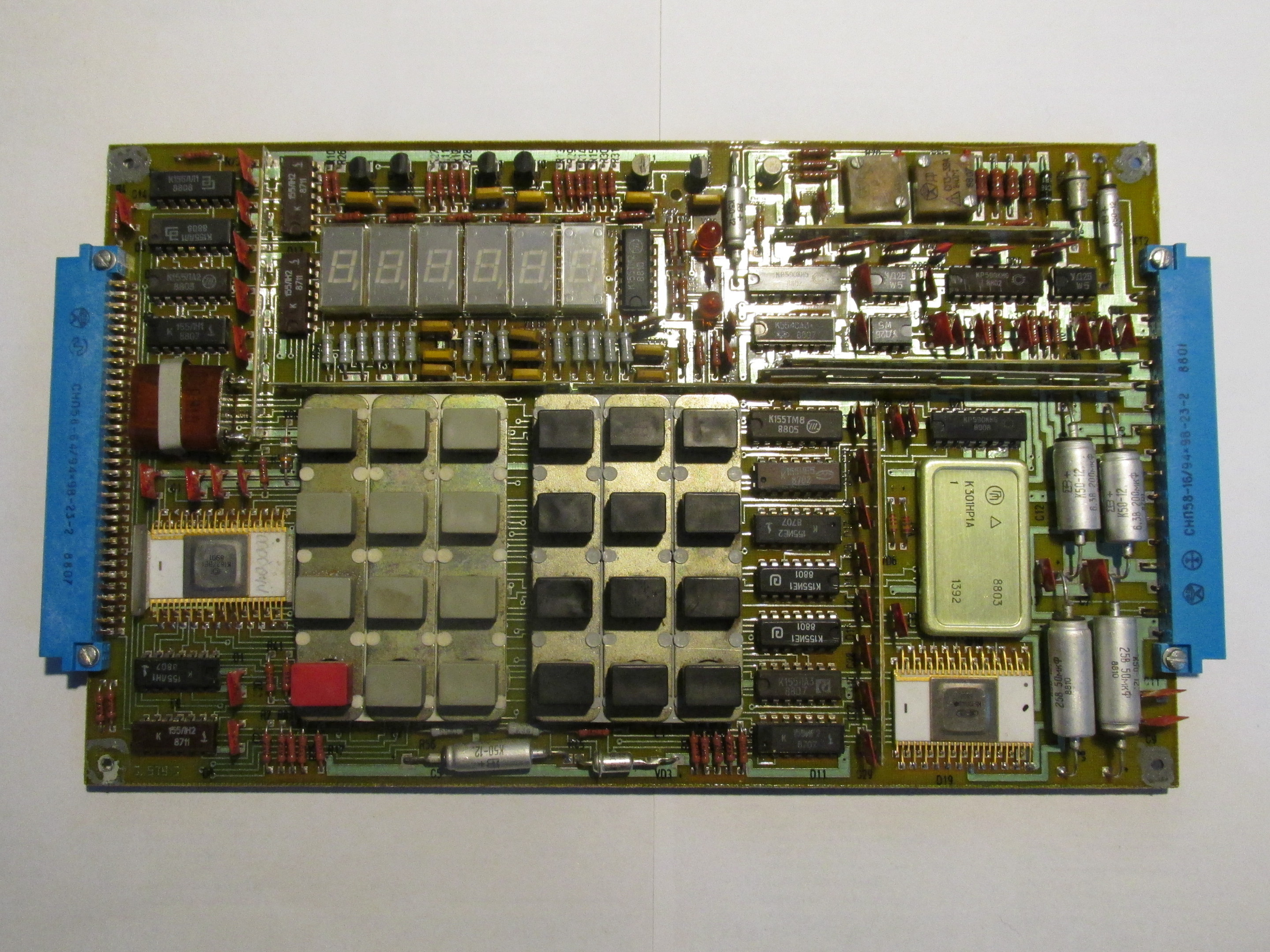
МС 2703 печатная плата
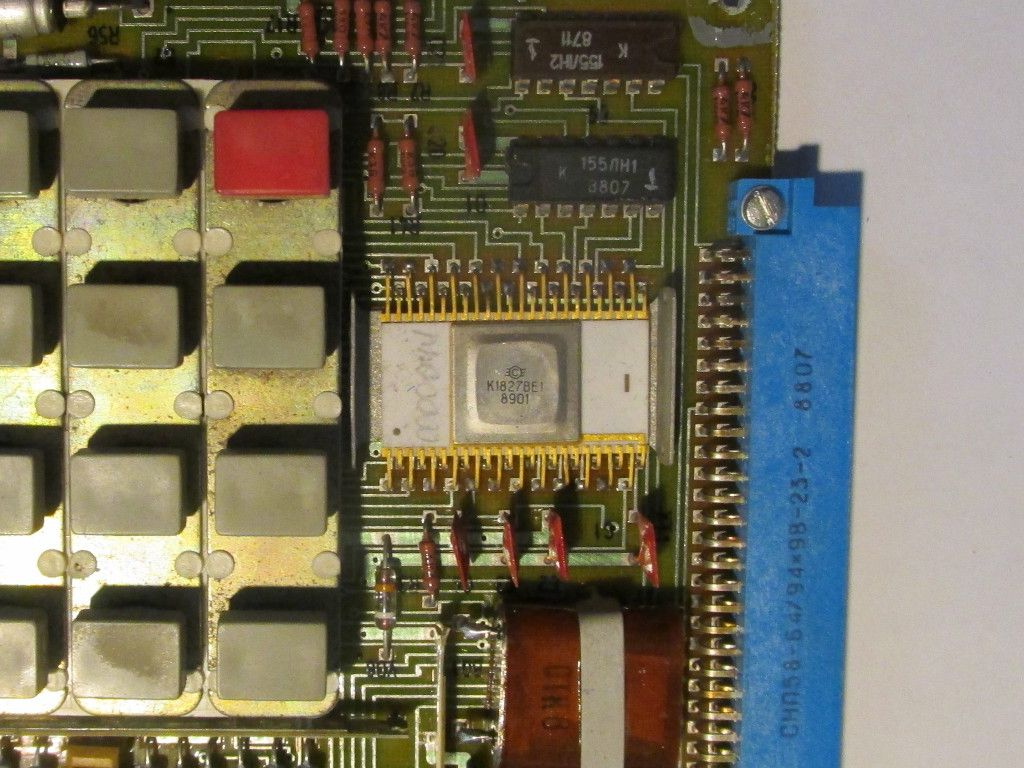
МС 2703 и К1827ВЕ1

На основе К1827ВЕ1 построена одна из моделей электрической печатной машинки «Ромашка» (ПЭЛП 305-03). При включении она выводит на индикатор сообщение «P1827».

## Электроника С5-21, С5-21М

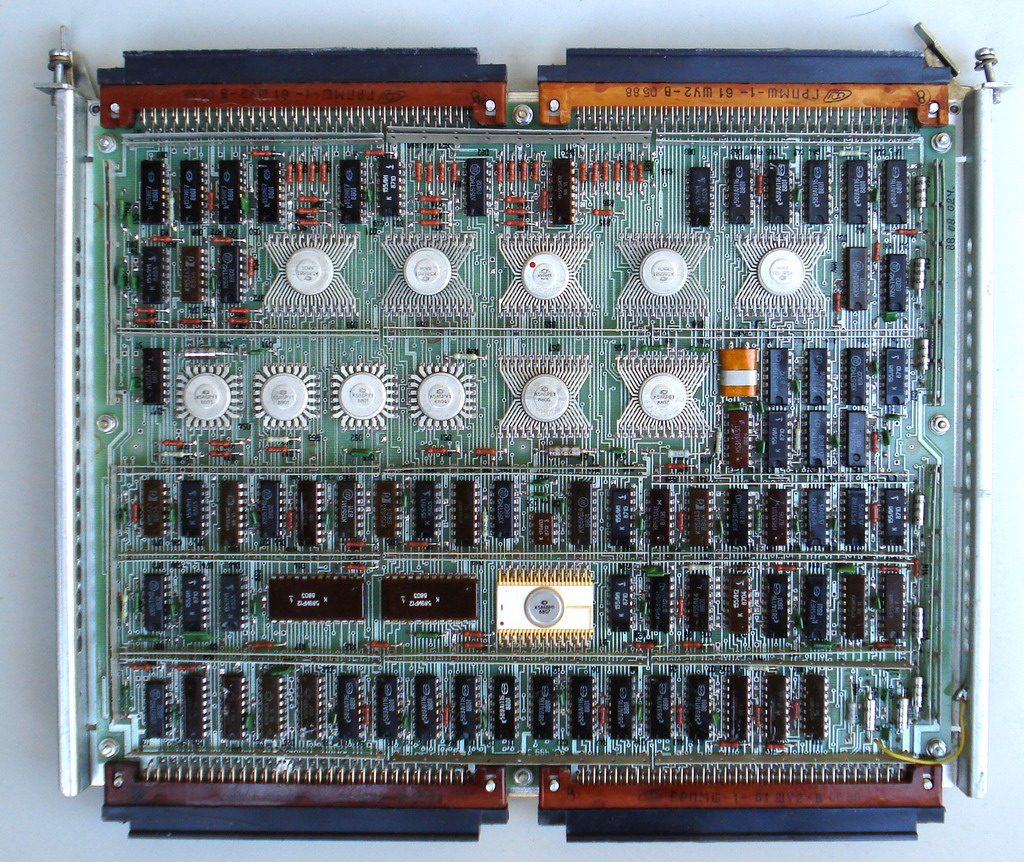
«Электроника С5-21М» MC 2716

Микрокомпьютер на основе однокристального 16-разрядного N-MOП микропроцессора К586ВМ1 (старое наименование К586ИК1). 
Микрокомпьютер «Электроника МС2716» 
- . Процессор К586ВМ1.
  - Разрядность — 16 бит
  - Число базовых команд — 31, система команд единая для семейства «Электроника С5»
  - Частота тактового генератора — 2 МГц
  - Быстродействие — приблизительно 200 тыс. команд регистр-регистр в секунду
  - 16 регистров общего назначения для каждой из 16 задач
  - Адресуемый объём памяти — 32К 16-битных слов (64 Кбайта)
  - Объём встроенного ОЗУ — 512 байт (четыре микросхемы К586РУ1 ёмкостью 256 4-разрядных слова каждая)
  - Объём встроенного ПЗУ — 4096 байт (две микросхемы К586РЕ1 ёмкостью 1024 16-разрядных слова, время выборки 350 нс)
  - 64 параллельных канала, четыре микросхемы типа К586ВВ1, каждая из которых имеет перестраиваемую 8-разрядную структуру и два 8-разрядных канала ввода-вывода
  - Восемь микросхем К155ИЕ7, формирующих сетку частот
  - Потребляемая мощность — не более 20 Вт[источник не указан 2763 дня]

Процессор аппаратно может исполнять «ядро» из 16 команд, остальные 15 команд выполняются микропрограммным способом. Общее количество команд с модификациями — 256
Процессорный модуль «Электроника С5-21» содержит два канала МПИ, первый канал используется для связи с локальными устройствами ввода-вывода, а второй — для межмашинной связи в многопроцессорных комплексах и для связи с разделяемыми устройствами.
С5-21 и C5-21М (МС 2716) существенно отличаются друг от друга по выходным сигналам, включая их обозначения.

### Модули С5-21
- Модуль сопряжения с аналоговыми датчиками «Электроника С5-2101» — 32 канала (-5..+5В). Время преобразования в 11-разрядный код: сигналов постоянного тока — 200мкс; переменного тока 50Гц — 10мс.
- Модуль сопряжения с цифровыми датчиками «Электроника С5-2102» — 12 8-разрядных каналов ввода-вывода, 6 последовательных каналов ввода-вывода.
- Модуль сопряжения телетайпом «Электроника С5-2103» — К586ВВ1, К190КТ2
- Модуль ОЗУ «Электроника С5-2105» — 16К 16-битных слов, К535РУ3
- Модуль дисплейного адаптера «Электроника С5-2106» — управляет видеоконтрольными устройствами типа «ВК23В60» и «Электроника К2-01»
- Модуль пульта отладки программ «Электроника С5-2107» — индикационно-клавишное устройство, содержит блок клавиатуры на 36 клавиш и 10-разрядный 7-сегментный индикатор.
- Модуль ППЗУ «Электроника С5-2108» — 4К 16-битных слов, КР556РТ5
- Модуль сопряжения с датчиками аналоговой информации «Электроника С5-2109» — АЦП: 8 каналов −5..+5В. Выполнен по схеме последовательного приближения на К572ПА1А и К155ИР17. Входные коммутаторы на К590КН1. Время преобразования — не более 200мкс. ЦАП: 4 канала −5..+5В, 10 разрядов и знак, время преобразования — 25мкс. Выполнен на 4 шт. К572ПА1А.
- Модуль многофункционального цифрового адаптера со схемой подключения ГМД-7012 «Электроника С5-2112»
- Модуль ППЗУ «Электроника С5-2113А» К586РЕ1 8К×16бит, время выборки — 2,4мкс, 8 шт. ПЗУ К573РФ2, время выборки — 1мкс.[источник не указан 2763 дня]

## Электроника С5-22
Является версией С5-21М для специального (военного) применения. От С5-21М отличается применением микросхем с военной приемкой, без использования микросхем в пластиковых корпусах.
Включает модули:
- Модуль процессорный «Электроника С5-2200»
- Модуль ЦВВ «Электроника С5-2202»
- Адаптер фотосчитывателя, перфоленточного перфоратора и телетайпного аппарата «Электроника С5-2203»
- Модуль ОЗУ «Электроника С5-2205»
- Модуль ПЗУ «Электроника С5-2213»
- Дисплейный адаптер «Электроника С5-2206»
- Пульт «Электроника С5-2107»

## Электроника С5-41
«Электроника СМС121». Система на основе микропроцессорного набора серии К1801 с интерфейсом МПИ. Система команд — PDP-11 («Электроника 60», ОСТ 11.305.909-82).
Контроллер имеет модульную конструкцию, состоит из базового (процессорного) блока, кроме того имеется 4 посадочных места для установки функционально-конструктивных модулей (ФКМ), смонтированных на одной печатной плате размером 114,5×220 мм. 
При проектировании семейства микропроцессорных модулей впервые была использована разработанная ведущими специалистами ЛКТБ В. Я. Кузнецовым и Р. А. Лашевским  идеология фрагментно-модульного проектирования. Её основой стали топологически спроектированные фрагменты печатных плат (ФКМ) со стандартным интерфейсом присоединения к себе подобным и фиксированными двумя-тремя типоразмерами.  Эти ФКМ были функционально законченными модулями - процессора, памяти, средств обмена с внешней средой (параллельными и последовательными каналами ввод-вывода, контроллерами внешних устройств, преобразователями и тому подобными). Было также разработано соответствующее программное обеспечение автоматизации заказа печатных плат комплекта модулей с требуемым для потребителя набором фрагментов в каждой плате. Заказчик получал возможность выбрать не только набор плат, но и набор ФКМ с необходимыми функциями на каждой плате. Этот подход стал предтечей методологии создания IP-блоков для БИС. 
Базовый функциональный фрагмент (БФФ) МК «Электроника СМС12102.1» содержит:
- однокристальный микропроцессор К1801ВМ1, реализующий систему команд микроЭВМ «Электроника 60»;
- статическое ОЗУ К1809РУ1 ёмкостью 1024×16 бит;
- масочное ПЗУ К1809РЕ1 ёмкостью 4К×16 бит c резидентным программным обеспечением;
- розетка для установки БИС К1809РУ1, К1809РЕ1 или К573РФЗ (ППЗУ ёмкостью 4К×16);
- интерфейс радиальный последовательной связи (ИРПС) на основе БИС К1801ВП1-035;
- интерфейс магистральный последовательной связи на основе БИС К1809ВВ2;[источник не указан 2763 дня]

Номенклатура функционально-конструктивных модулей (ФКМ) включает:
| Функциональный фрагмент    | БИС          | Технические данные |
| -------------------------- | ------------ | --- |
| ВВ1                        | K1809BB1     | Ввод-вывод, счетчик |
| ВВ2                        | К1809ВВ1     | Ввод-вывод, счетчик, установка вектора прерывания                                                                       |
| ОЗУ «К8»                   | К1809РУ1     | Ёмкость 8К 16-разрядных слов.                                                                                           |
| ОЗУ «3К»                   | К1809РУ1     | Ёмкость ЗК 16-разрядных слов.                                                                                           |
| Видеоинтерфейс (ВИ)        | К1809ВГЗ     | Контроллер связи с ВКУ на черно-белой или цветной ЭЛТ (телевизионный интерфейс); контроллер клавиатуры (до 256 клавиш). |
| Интерфейс магнитофона (ИМ) | К1809ВГ1     | Частотно-модулированный последовательный асинхронный канал для связи.                                                   |
| Интерфейс ИРПС             | К1801ВП1-035 | Обмен с ВУ по стандартному последовательному интерфейсу через узел оптронной развязки.                                  |

## К586ВЕ1
Однокристальный 16-разрядный микропроцессор.
- Система команд: «Электроника С5», подмножество из 27 базовых команд
- Число уровней прерывания — 5
- Встроенное ОЗУ — 128 16-битных слов
- Встроенное ПЗУ — 1024 16-битных слов
- Быстродействие — 250 тыс. операций регистр-регистр в секунду на тактовой частоте 2.5 МГц
- Технология n-МОП
- корпус 4134.48-2

Использовался в качестве управляющего контроллера в аппаратуре. Например, в магнитофоне «Вильма 100 Стерео»

## Архитектура
Все микро-ЭВМ серии «Электроника С5» (кроме «Электроника С5-41») являются программно-совместимыми 16-разрядными микро-ЭВМ. ЭВМ может адресовать 216 ячеек памяти. Внешние устройства ввода-вывода адресуются в общем поле памяти в области старших 4Кб.
Микро-ЭВМ имеет 16 программно-доступных 16-разрядных регистров. Однако нулевой регистр является счётчиком команд, а три других используются как «регистр прерванной задачи», «регистр адреса микропрограммы» и «регистр защиты». Таким образом, для использования доступны 12 общих 16-разрядных регистров.
Регистры также имеют отображение в начальную область памяти в виде 16 последовательных ячеек. Смещение до расположения общих регистров в памяти указывает 4-разрядный «регистр номера задачи». Для ускорения работы системы часть ОЗУ для размещения регистров часто выполняют на кристалле процессора, а не в основном ОЗУ. К этим областям памяти можно обращаться как и к обычным ячейкам, за исключением набора регистров (ячеек) текущей задачи.
Имеется также бит переноса, называемый «регистр связи» и специальный двухбитовый «регистр признаков результата», который принимает одно из 4-х значений. Эти регистры устанавливаются после выполнения большинства арифметических команд. Обычно значение признаков результата имеет следующее значение: 0 — результат равен нулю; 1 — результат меньше нуля; 2 — результат больше нуля; 3 — имеется переполнение.
Система команд микро-ЭВМ содержит 31 базовую команду. К586ВЕ1 может исполнять подмножество из 27 базовых команд.
Система команд — двухадресная. В качестве первого операнда всегда выступает внутренний регистр процессора, выделенного аккумулятора нет. Второй операнд также содержит номер регистра, но, в зависимости от признаков команды, второй регистр может служить накопительным регистром, индексным регистром, регистром адреса, регистром адреса с автоматической модификацией. Если в качестве второго регистра указан счетчик команд (регистр 0) с признаками косвенной адресации и автоувеличения, то такая форма позволяет использовать в операции константы из памяти команд (подобно PDP-11, тип косвенной адресации с автоинкрементом с регистром PC (R7)+).
Для программирования использовались кроссистема на ЭВМ БЭСМ-6.